# Tamás Gebhard
Tamás Gebhard (* 2. Oktober 1968) ist ein ungarischer Badmintonspieler. 

## Karriere
Tamás Gebhard siegte 1986 und 1987 bei den ungarischen Juniorenmeisterschaften. 1987 war er auch erstmals bei den Erwachsenen erfolgreich. Drei weitere Titel folgten bis 1992. 1991 gewann er alle drei möglichen Disziplinen bei den Romanian International.

## Sportliche Erfolge
| Saison | Veranstaltung                              | Disziplin    | Platz | Name                            |
| ------ | ------------------------------------------ | ------------ | ----- | ------------------------------- |
| 1986   | Ungarn: Einzelmeisterschaften der Junioren | Herreneinzel | 1     | Tamás Gebhard                   |
| 1987   | Ungarn: Einzelmeisterschaften der Junioren | Herreneinzel | 1     | Tamás Gebhard                   |
| 1987   | Ungarn: Einzelmeisterschaften              | Herreneinzel | 1     | Tamás Gebhard                   |
| 1989   | Ungarn: Einzelmeisterschaften              | Herrendoppel | 1     | Tamás Gebhard / Attila Nagy     |
| 1991   | Romanian International                     | Herrendoppel | 1     | Tamás Gebhard / Richárd Bánhidi |
| 1991   | Romanian International                     | Herreneinzel | 1     | Tamás Gebhard                   |
| 1991   | Ungarn: Einzelmeisterschaften              | Herrendoppel | 1     | Tamás Gebhard / Attila Nagy     |
| 1992   | Ungarn: Einzelmeisterschaften              | Herreneinzel | 1     | Tamás Gebhard                   |

## Referenzen
- Tamás Gebhard beim Badminton-Weltverband

| Personendaten    | Personendaten                |
| ---------------- | ---------------------------- |
| NAME             | Gebhard, Tamás               |
| KURZBESCHREIBUNG | ungarischer Badmintonspieler |
| GEBURTSDATUM     | 2. Oktober 1968              |